# 1900 en sports équestres
Chronologie des sports équestres
- XIXe siècle en sports équestres - 1900 en sports équestres - 1901 en sports équestres

Cet article présente les faits marquants de l'année 1900 en sports équestres.

## Événements

### Mai
- 29 mai 1900 au 2 juin 1900 : l'équitation entre au programme des Jeux olympiques d'été de 1900 qui se déroulent à Paris (France)[1].
- 28 mai 1900 au 2 juin 1900 : la médaille d'or du Polo aux Jeux de 1900 à Paris remportée par le club Foxhunter Hurlingham.

### Année
- en Suisse, création de la « fédération de sociétés de courses » qui deviendra en 1923 la fédération suisse des sports équestres[2].